# Polícia Militar do Estado do Ceará
A Polícia Militar do Ceará ( PMCE ) tem por função primordial o policiamento ostensivo e a preservação da ordem pública no Estado do Ceará e está presente nos 184 municípios do Estado. Ela é Força Auxiliar e Reserva do Exército Brasileiro, e integra o Sistema de Segurança Pública e Defesa Social do Brasil.
Seus integrantes são denominados Militares Estaduais, assim como os membros do Corpo de Bombeiros Militar do Estado do Ceará.

## Surgimento das Policias Militares no Brasil
O surgimento das policias militares brasileiras, deu-se  em Minas Gerais, onde já havia uma estrutura de força militar com funções semelhantes às de policiamento e controle social desde o período colonial. Em 1775, uma reorganização militar na capitania, com a criação do Regimento Regular de Cavalaria de Minas (RRCM), que é a célula Mater da Polícia Militar de Minas Gerias (PMMG),  resultou na substituição dos antigos terços por corpos auxiliares organizados em regimentos. Esse novo corpo atuava em atividades internas como patrulhamento e repressão, sendo empregado principalmente na proteção do escoamento do ouro pelas estradas reais até o litoral brasileiro, e na preservação da ordem pública na capitania de Minas Gerais. Assim, marcando essa organização militar como uma das mais antigas expressões de força policial estruturada no Brasil . Nas décadas posteriores, a legislação imperial registrou, ainda, a criação de outros corpos policiais nas províncias, como em 1809 no Rio de Janeiro, 1818 no Pará, em 1820 no Maranhão, em 1825 na Bahia, em Pernambuco, e em 1834 no Espírito Santo.

## Histórico
Em 24 maio de 1835 o Presidente da Província do Ceará, padre, senador vitalício e orador sacro, José Martiniano de Alencar, preocupado com a segurança e o bem estar dos habitantes da província, assinou a Resolução Provincial nº 13, criando a Força Pública do Ceará, embrião da  Polícia Militar do Ceará. Com a Constituição de 1946, a partir de 4 de janeiro de 1947, recebeu à denominação que tem até os dias atuais.
A Polícia Militar do Ceará teve participação na Guerra do Paraguai, Combate ao Cangaço, Revoluções de 1930, 1932, Caldeirão.

### Denominações
- Força Policial - 24 de maio de 1835;
- Corpo de Segurança Pública - 31 de dezembro de 1889;
- Batalhão de Segurança - 1 de março de 1892;
- Batalhão Militar - 12 de março de 1913;
- Regimento Militar do Estado - 28 de dezembro de 1914;
- Força Pública Militar - 5 de dezembro de 1921;
- Regimento Policial - 28 de outubro de 1924;
- Corpo de Segurança Pública - 15 de abril de 1932;
- Força Pública do Ceará - 28 de dezembro de 1934;
- Polícia Militar do Ceará - 24 de dezembro de 1937;
- Força Policial do Ceará - 16 de dezembro de 1939;
- Polícia Militar do Estado do Ceará - 4 de janeiro de 1947.

## Estrutura Operacional
A atual estrutura da PMCE tem por base a Lei de Organização Básica (LOB/PMCE).
Coordenadoria Geral de Operações (CGO)
- Célula de Planejamento Operacional Ordinário
  - Núcleo de Planejamento Operacional da Capital e Região Metropolitana
  - Núcleo de Planejamento Operacional do Interior
- Célula de Planejamento Extraordinário, Análise de Resultados e Cenários Prospectivos
  - Núcleo de Eventos Complexos

1º Comando Regional de Policiamento Militar (1º CRPM) – Comando de Policiamento da Capital
- 5° Batalhão de Polícia Militar – BPM (Centro)
- 6° BPM (Parangaba)
- 8º BPM (Meireles)
- 16º BPM (Messejana)
- 17º BPM (Conjunto Ceará)
- 18º BPM (Antônio Bezerra)
- 19º BPM (Jardim das Oliveiras)
- 20º BPM (Cristo Redentor)
- 21º BPM (Conjunto Esperança)
- 22º BPM (Papicu)

2º CRPM – Comando de Policiamento Metropolitano
- 12º BPM (Caucaia)
- 14º BPM (Maracanaú)
- 15º BPM (Eusébio)
- 23º BPM (Paracuru)
- 24º BPM (Maranguape)
- 25º BPM (Horizonte)

3º CRPM – Comando de Policiamento do Interior Norte
- 3º BPM (Sobral)
- 4º BPM (Canindé)
- 7º BPM (Crateús)
- 11º BPM (Itapipoca)
- 1ª Companhia Independente do 3º CRPM
- 2ª Cia. Ind. do 3º CRPM
- 3ª Cia. Ind. do 3º CRPM

4º CRPM – Comando de Policiamento do Interior Sul
- 1º BPM (Russas)

- 2º BPM (Juazeiro do Norte)
- 9º BPM (Quixadá)
- 10º BPM (Iguatu)
- 13º BPM (Tauá)
- 1ª Cia. Ind. do 4º CRPM
- 2ª Cia. Ind. do 4º CRPM
- 3ª Cia. Ind. do 4º CRPM
- 4ª Cia. Ind. do 4º CRPM
- 5ª Cia. Ind. do 4º CRPM

Comando de Policiamento Especializado (CPE)
- Regimento de Polícia Montada – RPMONT
- Batalhão de Polícia do Meio Ambiente – BPMA
- Batalhão de Policiamento de Turismo – BPTUR
- Batalhão de Polícia de Trânsito Urbano e Rodoviário Estadual – BPRE
- Batalhão de Policiamento de Guarda Externa dos Presídios, Estabelecimentos Penais e Centros Educacionais – BPGEP
- Batalhão de Policiamento de Prevenção Especializada – BPEsp

Comando de Policiamento de Choque (CPCHOQUE)
- Batalhão de Comando Tático Motorizado – COTAM
- Batalhão de Polícia de Choque – BPCHOQUE
  - 1ª Cia./Controle de Distúrbios Civis – CDC
  - 2ª Cia./Guardas e Proteção de Autoridades – GPA
  - 3ª Cia./Policiamento de Eventos – PE
  - 4ª Cia./Policiamento com Cães – PCCÃES
- Batalhão de Operações Policiais Especial – BOPE
  - 1ª Cia./Operações Especial
  - 2ª Cia./Intervenções Táticas
- Batalhão Especializado de Policiamento do Interior – BEPI
  - 1ª Cia./Comando Tático Rural – COTAR
    - 1º Pelotão da 1ª Cia. do BEPI (Sertão Central)
    - 2º Pel. da 1ª Cia. do BEPI (Sertão Vale do Jaguaribe)
    - 3º Pel. da 1ª Cia. do BEPI (Sertão Centro Sul)
    - 4º Pel. da 1ª Cia. do BEPI (Sertão Central Oeste)
    - 5º Pel. da 1ª Cia. do BEPI (Sertão dos Inhamuns)
    - 6º Pel. da 1ª Cia. do BEPI (Sertão Norte)

  - 2ª Cia./Comando de Operações de Divisas – COD
    - 1º Pel. da 2ª Cia. do BEPI (Sertão Litoral Leste)
    - 2º Pel. da 2ª Cia. do BEPI (Sertão Centro Sul)
    - 3º Pel. da 2ª Cia. do BEPI (Sertão Sul)
    - 4º Pel. da 2ª Cia. do BEPI (Sertão da Chapada do Araripe)
    - 5º Pel. da 2ª Cia. do BEPI (Sertão da Chapada do Ibiapaba)

Comando de Policiamento de Rondas de Ações Intensivas e Ostensivas (CPRAIO)
- 1º Batalhão de Policiamento de Rondas de Ações Intensivas e Ostensivas – BPRAIO
- 2º BPRAIO
- 3º BPRAIO

Quartel do Comando-Geral (QCG)
- 1ª Cia. de Policiamento de Guarda – CPG (Casa Militar)
- 2ª CPG (ALECE)
- 3ª CPG (TJCE)
- Cia. de Comando e Serviço
- Cia. de Banda de Música Policial Militar

Batalhão de Segurança Patrimonial (BSP)
- 1ª Cia. do BSP
- 2ª Cia. do BSP

Presídio Militar

## Imagens
- Posto policial no Parque Ecológico do Rio Cocó em Fortaleza.
- Oficiais e alguns Segway da Ronda Ostensiva.
- Troller T4 do Batalhão de Policiamento de Turismo (BPTUR) em Fortaleza.
- Toyota Hilux SW4 do Ronda do Quarteirão.
- Helicóptero da Coordenadoria Integrada de Operações Aéreas do Ceará (CIOPAER-CE).